# Akulikutak River
Der Akulikutak River ist ein etwa 143 Kilometer langer rechter Nebenfluss des Kwethluk River im südwestlichen Interior des US-Bundesstaats Alaska.

## Verlauf
Der Akulikutak River entspringt in den Kilbuck Mountains auf einer Höhe von etwa 270 m. Er fließt anfangs nach Westen, wendet sich aber bald in Richtung Nordwest und erreicht die Tiefebene des Yukon-Kuskokwim-Deltas. Er fließt nördlich am 302 m hohen isoliert gelegenen Three Step Mountain vorbei. Der Akulikutak River bildet insbesondere im Mittel- und Unterlauf zahlreiche enge Flussschlingen aus. 9 km oberhalb der Mündung trifft der Kushluk River, der wichtigste Nebenfluss, von rechts auf den Akulikutak River. Der Akulikutak River mündet schließlich 8 km südöstlich von Kwethluk in den Kwethluk River, 17 km oberhalb dessen Mündung in einen linken Seitenarm des Kuskokwim River. Das etwa 790 km² große Einzugsgebiet des Akulikutak River liegt größtenteils im Schutzgebiet Yukon Delta National Wildlife Refuge. Lediglich entlang dem Unterlauf liegen Parzellen entlang dem Flusslauf, die den lokalen Indianerstämmen gehören. Etwa 50 Kilometer des Flusslaufs bis zum Nordhang des Three Step Mountain sind offenbar auch bei geringerer Wasserführung per Boot befahrbar.

## Name
Der aus der Sprache der Eskimo stammende Flussname mit der Bedeutung „der eine dazwischen“ wurde 1948 vom U.S. Coast and Geodetic Survey (USC&GS) gemeldet.